# Jean-Paul Noël
Pour les articles homonymes, voir Noël (homonymie).
Jean-Paul Noël est un footballeur français né le 17 octobre 1957 à Imphy (Nièvre). Il a évolué comme défenseur principalement à Auxerre.

## Biographie
Le journal L'Equipe a décrit Jean-Paul Noël, dans son édition du jour de la finale de la Coupe de France de 1979, comme étant un international juniors et amateurs "très vif, offensif, très habile dans la relance".

## Carrière de joueur
- 1977-1980 :  AJ Auxerre (Division 2)
- 1980-1984 :  AJ Auxerre (Division 1)
- 1984-1986 :  FC Grenoble (Division 2)
- 1986-1987 :  AS Roanne (Division 3)[1]

## Palmarès
- Finaliste de la Coupe de France 1979 avec l'AJ Auxerre
- Champion de France de Division 2 en 1980 avec l'AJ Auxerre